# Formel 1 2010
Formel 1-VM 2010 er det 61. Formel 1 verdensmesterskab og bliver arrangeret af FIA. Det starter 14. marts og slutter 14. november, og totalt skal der køres 19 formel 1-løb. Vigtigste regelændringer i forhold til 2009: Fordækkene er smallere og det er ikke længere tilladt at tanke under løbet. Især tankforbuddet gav umiddelbart efter første løb anledning til kritik. Løbet blev kaldt decideret kedeligt og der var da stort set heller ingen ændringer i placeringerne efter første omgang. Bernie Ecclestone afviser dog kritikken.

## Konstruktører og kørere i 2010
| Team                  | Chassis    | Motor    | Nr    | Kørere                            |
| --------------------- | ---------- | -------- | ----- | --------------------------------- |
| McLaren-Mercedes      | MP4-25     | Mercedes | 1     | Jenson Button                     |
| McLaren-Mercedes      | MP4-25     | Mercedes | 2     | Lewis Hamilton                    |
| Mercedes Grand Prix   | MGP W01    | Mercedes | 3     | Michael Schumacher                |
| Mercedes Grand Prix   | MGP W01    | Mercedes | 4     | Nico Rosberg                      |
| Red Bull Racing       | RB6        | Renault  | 5     | Sebastian Vettel                  |
| Red Bull Racing       | RB6        | Renault  | 6     | Mark Webber                       |
| Scuderia Ferrari      | F10        | Ferrari  | 7     | Felipe Massa                      |
| Scuderia Ferrari      | F10        | Ferrari  | 8     | Fernando Alonso                   |
| Williams F1           | FW32       | Cosworth | 9     | Rubens Barrichello                |
| Williams F1           | FW32       | Cosworth | 10    | Nico Hülkenberg                   |
| Renault F1            | R30        | Renault  | 11    | Robert Kubica                     |
| Renault F1            | R30        | Renault  | 12    | Vitali Petrov                     |
| Force India F1 Racing | VJM03      | Mercedes | 14    | Adrian Sutil                      |
| Force India F1 Racing | VJM03      | Mercedes | 15    | Vitantonio Liuzzi                 |
| Scuderia Toro Rosso   | STR5       | Ferrari  | 16    | Sebastien Buemi                   |
| Scuderia Toro Rosso   | STR5       | Ferrari  | 17    | Jaime Alguersuari                 |
| Lotus F1 Racing       | T127       | Cosworth | 18    | Jarno Trulli                      |
| Lotus F1 Racing       | T127       | Cosworth | 19    | Heikki Kovalainen                 |
| Hispania Racing Team  | F110       | Cosworth | 20    | Karun Chandhok (løb 1-10)         |
| Hispania Racing Team  | F110       | Cosworth | 21    | Bruno Senna (løb 1-9, 11-)        |
| Hispania Racing Team  | F110       | Cosworth | 21/20 | Sakon Yamamoto (løb 10-14, 16-17) |
| Hispania Racing Team  | F110       | Cosworth | 20    | Christian Klien (løb 15, 18-)     |
| Sauber F1 Team        | Sauber C29 | Ferrari  | 22    | Kamui Kobayashi                   |
| Sauber F1 Team        | Sauber C29 | Ferrari  | 23    | Pedro de la Rosa (løb 1-15)       |
| Sauber F1 Team        | Sauber C29 | Ferrari  | 23    | Nick Heidfeld (løb 16-)           |
| Virgin Racing         | VR-01      | Cosworth | 24    | Timo Glock                        |
| Virgin Racing         | VR-01      | Cosworth | 25    | Lucas di Grassi                   |

## Kalender
| Nr. | Officielle løbstitel                    | Grand Prix                 | Bane                                 | By / Sted    | Dato          | Tid   | Tid   | Pole          | Vinder      |
| Nr. | Officielle løbstitel                    | Grand Prix                 | Bane                                 | By / Sted    | Dato          | Lokal | Dansk | Pole          | Vinder      |
| --- | --------------------------------------- | -------------------------- | ------------------------------------ | ------------ | ------------- | ----- | ----- | ------------- | ----------- |
| 1   | Gulf Air Bahrain Grand Prix             | Bahrain                    | Bahrain International Circuit        | Sakhir       | 14. marts     | 15:00 | 13:00 | S. Vettel     | F. Alonso   |
| 2   | Quantas Australian Grand Prix           | Australien                 | Albert Park Grand Prix Circuit       | Melbourne    | 28. marts     | 17:00 | 08:00 | S. Vettel     | J. Button   |
| 3   | Petronas Malaysian Grand Prix           | Malaysia                   | Sepang International Circuit         | Kuala Lumpur | 4. april      | 16:00 | 10:00 | M. Webber     | S. Vettel   |
| 4   | Chinese Grand Prix                      | Kina                       | Shanghai International Circuit       | Shanghai     | 18. april     | 15:00 | 09:00 | S. Vettel     | J. Button   |
| 5   | Gran Premio de España Telefónica        | Spanien                    | Circuit de Catalunya                 | Barcelona    | 9. maj        | 14:00 | 14:00 | M. Webber     | M. Webber   |
| 6   | Grand Prix de Monaco                    | Monaco                     | Circuit de Monaco                    | Monte Carlo  | 16. maj       | 14:00 | 14:00 | M. Webber     | M. Webber   |
| 7   | Turkish Grand Prix                      | Tyrkiet                    | Istanbul Park                        | Istanbul     | 30. maj       | 15:00 | 14:00 | M. Webber     | L. Hamilton |
| 8   | Grand Prix du Canada                    | Canada                     | Circuit Gilles Villeneuve            | Montreal     | 13. juni      | 12:00 | 18:00 | L. Hamilton   | L. Hamilton |
| 9   | Telefónica Grand Prix of Europe         | Europa                     | Valencia Street Circuit              | Valencia     | 27. juni      | 14:00 | 14:00 | S. Vettel     | S. Vettel   |
| 10  | Santander British Grand Prix            | Storbritannien             | Silverstone Circuit                  | Silverstone  | 11. juli      | 13:00 | 14:00 | S. Vettel     | M. Webber   |
| 11  | Grosser Preis Santander Von Deutschland | Tyskland                   | Hockenheimring                       | Hockenheim   | 25. juli      | 14:00 | 14:00 | S. Vettel     | F. Alonso   |
| 12  | Magyar Nagydíj                          | Ungarn                     | Hungaroring                          | Budapest     | 1. august     | 14:00 | 14:00 | S. Vettel     | M. Webber   |
| 13  | Belgian Grand Prix                      | Belgien                    | Circuit de Spa-Francorchamps         | Spa          | 29. august    | 14:00 | 14:00 | M. Webber     | L. Hamilton |
| 14  | Gran Premio Santander D'italia          | Italien                    | Autodromo Nazionale Monza            | Monza        | 12. september | 14:00 | 14:00 | F. Alonso     | F. Alonso   |
| 15  | SingTel Singapore Grand Prix            | Singapore                  | Singapore Street Circuit             | Singapore    | 26. september | 20:00 | 14:00 | F. Alonso     | F. Alonso   |
| 16  | Japanese Grand Prix                     | Japan                      | Suzuka International Racing Course   | Suzuka       | 10. oktober   | 15:00 | 08:00 | S. Vettel     | S. Vettel   |
| 17  | Korean Grand Prix                       | Sydkorea                   | Yeongam Korean International Circuit | Yeongam      | 24. oktober   | 15:00 | 08:00 | S. Vettel     | F. Alonso   |
| 18  | Grande Prêmio do Brasil                 | Brasilien                  | Autódromo José Carlos Pace           | São Paulo    | 7. november   | 14:00 | 17:00 | N. Hülkenberg | S. Vettel   |
| 19  | Etihad Airways Abu Dhabi Grand Prix     | Forenede Arabiske Emirater | Yas Marina Circuit                   | Abu Dhabi    | 14. november  | 17:00 | 14:00 | S. Vettel     | S. Vettel   |

## Samlet stilling 2010
| Samlet stilling efter 19 løb (kørere) | Samlet stilling efter 19 løb (kørere) | Samlet stilling efter 19 løb (kørere) | Samlet stilling efter 19 løb (kørere) | Samlet stilling efter 19 løb (kørere) |
| Nr.                                   | Navn                                  | Team                                  | Points                                | Bedste placering                      |
| ------------------------------------- | ------------------------------------- | ------------------------------------- | ------------------------------------- | ------------------------------------- |
| 1                                     | Sebastian Vettel                      | Red Bull Racing                       | 256                                   | 1                                     |
| 2                                     | Fernando Alonso                       | Scuderia Ferrari                      | 252                                   | 1                                     |
| 3                                     | Mark Webber                           | Red Bull Racing                       | 242                                   | 1                                     |
| 4                                     | Lewis Hamilton                        | McLaren-Mercedes                      | 240                                   | 1                                     |
| 5                                     | Jenson Button                         | McLaren-Mercedes                      | 214                                   | 1                                     |
| 6                                     | Felipe Massa                          | Scuderia Ferrari                      | 144                                   | 2                                     |
| 7                                     | Nico Rosberg                          | Mercedes Grand Prix                   | 142                                   | 3                                     |
| 8                                     | Robert Kubica                         | Renault F1                            | 136                                   | 2                                     |
| 9                                     | Michael Schumacher                    | Mercedes Grand Prix                   | 72                                    | 4                                     |
| 10                                    | Rubens Barrichello                    | Williams F1                           | 47                                    | 4                                     |
| 11                                    | Adrian Sutil                          | Force India F1 Racing                 | 47                                    | 5                                     |
| 12                                    | Kamui Kobayashi                       | Sauber F1 Team                        | 32                                    | 6                                     |
| 13                                    | Vitali Petrov                         | Renault F1                            | 27                                    | 6                                     |
| 14                                    | Nico Hülkenberg                       | Williams F1                           | 22                                    | 6                                     |
| 15                                    | Vitantonio Liuzzi                     | Force India F1 Racing                 | 21                                    | 6                                     |
| 16                                    | Sebastien Buemi                       | Scuderia Toro Rosso                   | 8                                     | 8                                     |
| 17                                    | Pedro de la Rosa                      | Sauber F1 Team                        | 6                                     | 7                                     |
| 18                                    | Nick Heidfeld                         | Sauber F1 Team                        | 6                                     | 8                                     |
| 19                                    | Jaime Alguersuari                     | Scuderia Toro Rosso                   | 5                                     | 9                                     |
| 20                                    | Heikki Kovalainen                     | Lotus F1 Racing                       | 0                                     | 12                                    |
| 21                                    | Jarno Trulli                          | Lotus F1 Racing                       | 0                                     | 13                                    |
| 22                                    | Karun Chandhok                        | Hispania Racing Team                  | 0                                     | 14                                    |
| 23                                    | Bruno Senna                           | Hispania Racing Team                  | 0                                     | 14                                    |
| 24                                    | Lucas di Grassi                       | Virgin Racing                         | 0                                     | 14                                    |
| 25                                    | Timo Glock                            | Virgin Racing                         | 0                                     | 14                                    |
| 26                                    | Sakon Yamamoto                        | Hispania Racing Team                  | 0                                     | 15                                    |
| 27                                    | Christian Klien                       | Hispania Racing Team                  | 0                                     | 20                                    |

## Spil
Codemasters udgav F1 2010 i 2010.